# 陽明山第一公墓
陽明山第一公墓，或稱為陽明山示範公墓、北投第一公墓，是位於臺北市北投區陽明山頂北投地方的公共墓地，1956年開始規劃興建、1959年元月竣工，由臺北市殯葬管理處管轄，1981年8月公告禁止土葬。

## 沿革

### 公墓
1949年中華民國政府遷臺後，在1953年完成全臺喪葬設施數量與面積調查，著手實施戰後臺灣第一次以全省為對象進行的喪葬設施改善計劃，臺灣省政府分別在1955年6月頒訂「改善公墓火葬場殯儀館實施步驟」、1956年頒布「改善飲水廁所及公墓火葬場殯儀館實施計劃」、1958年頒布「各縣市公墓火葬場殯儀館第三期改善計劃」，以解決公墓「雖甚普遍，但密埋叢葬，荒塚縱橫」，火葬場「建立為數雖多，但缺乏妥善管理，形同破窯，房舍破損，煙囪梗塞，臭味四溢」，殯儀館「私立殯儀館獨占居奇，殯葬業者鼓勵喪家盡量浪費，力倡迷信，妨礙新禮施行」的情形。然舊墓改善計劃因各種因素致使效果未彰，使「增設新公墓」成為當時社會處將理想寄託的選項，認為「惟有打造一個全新的基礎建設，才能落實改善」，並希望以此作為舊公墓的模範，更新人民的觀感。在1958年訂頒的第三期計劃中，除了繼續完成前兩期未完成的舊公墓改善事項，同時將醞釀已久的興建示範公墓項目加入，以每縣市建立一座示範公墓為起點，所需土地則使用國有或市有地，以克服使用現有墓區所會遭遇的遷墳難題。陽明山管理局自1956年起分三期規劃興建陽明山示範公墓，佔地10.9115甲，於1958年完成、1959年元月正式竣工啟用，與大肚山的臺中市示範公墓（1959年11月竣工）、六張犁的臺北市示範公墓（1960年竣工）是臺灣最先設立的三大示範公墓。1973年12月31日以後陽明山管理局撤銷，公墓改隸於臺北市。1981年8月24日，臺北市政府公布〈府社一字第39916號〉公告：「陽明山第一公墓暫時禁止申請埋葬」，僅限預留墓穴有案可稽者可申請埋葬。

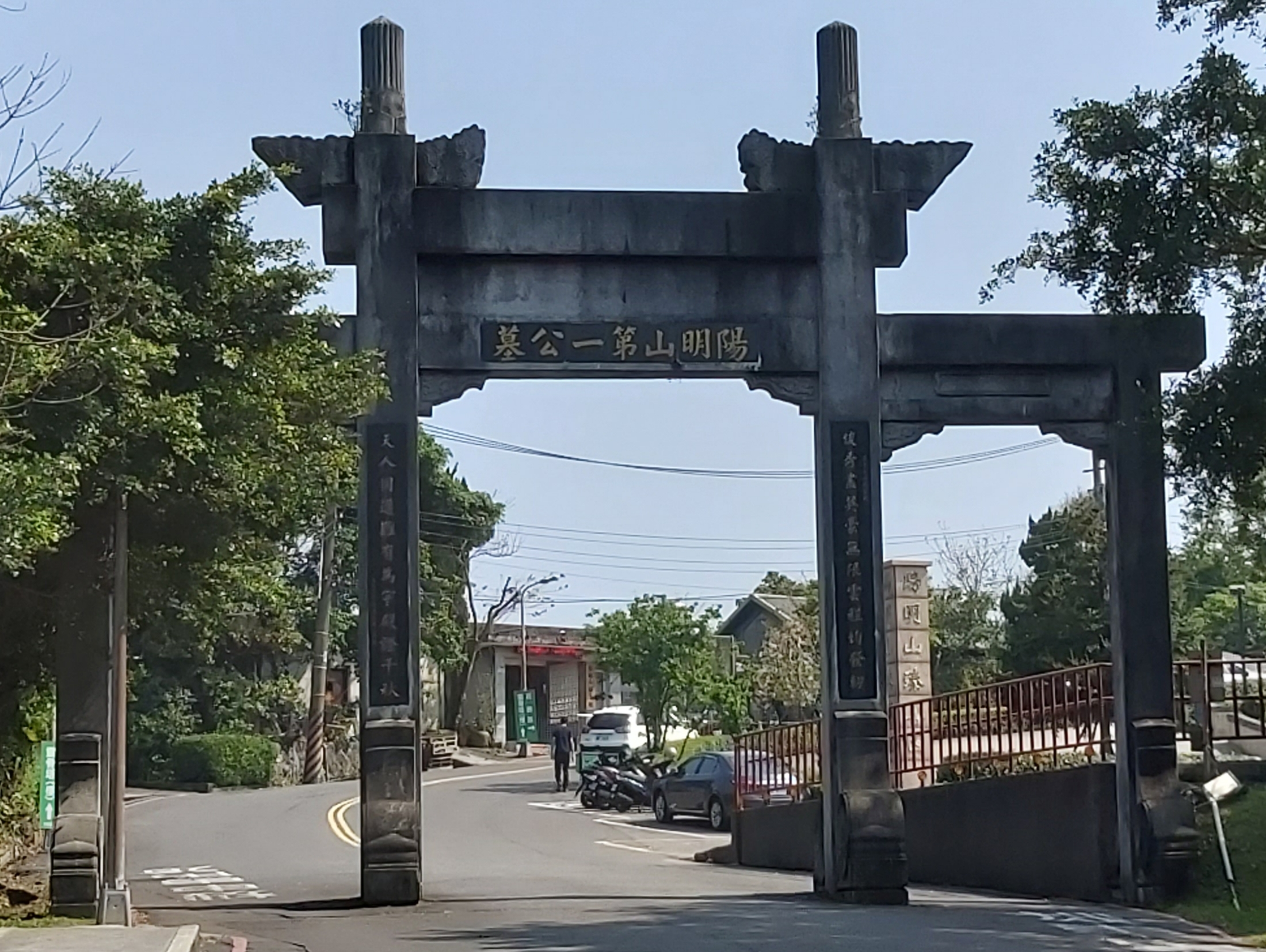
牌坊
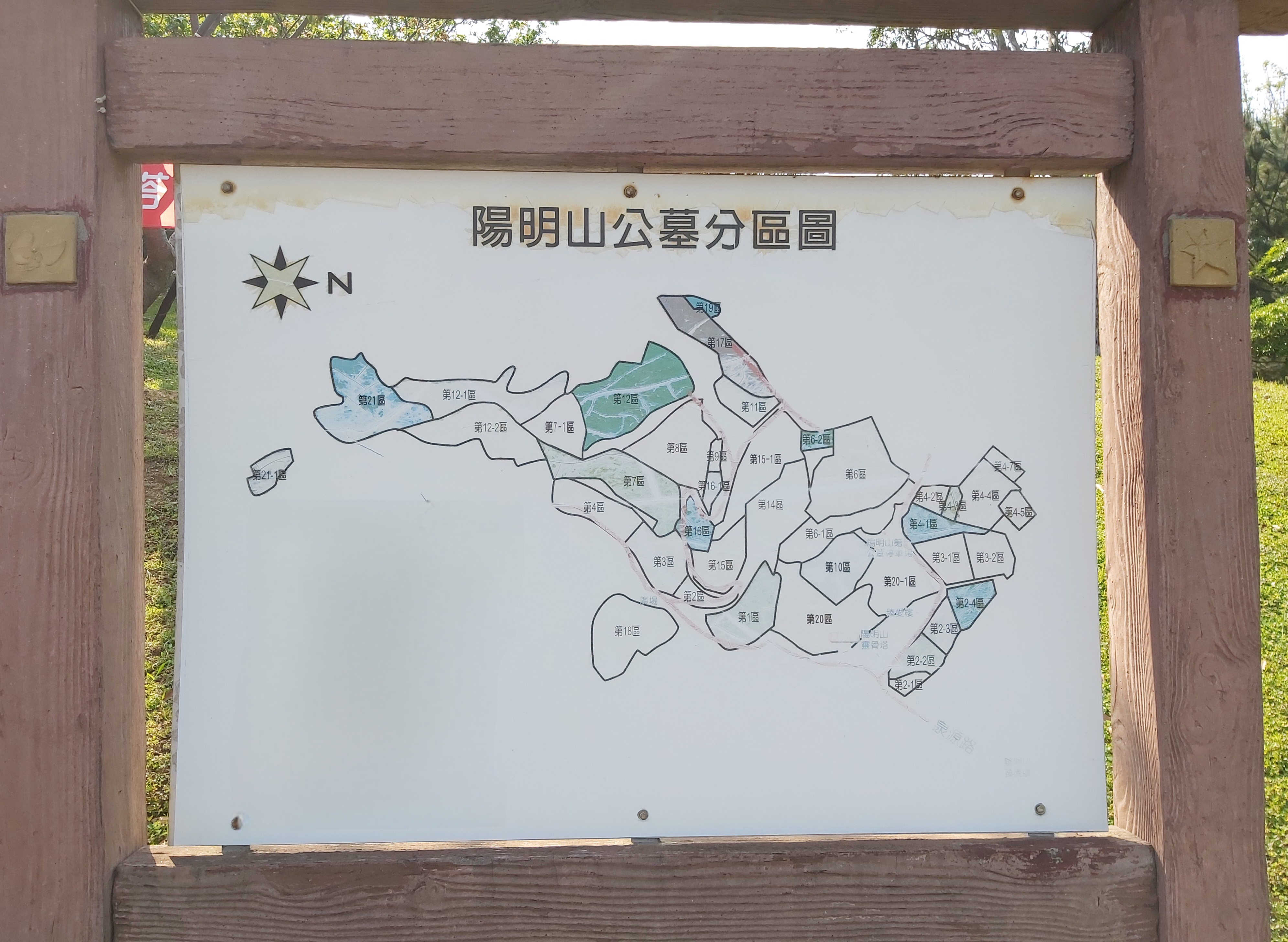
墓區地圖
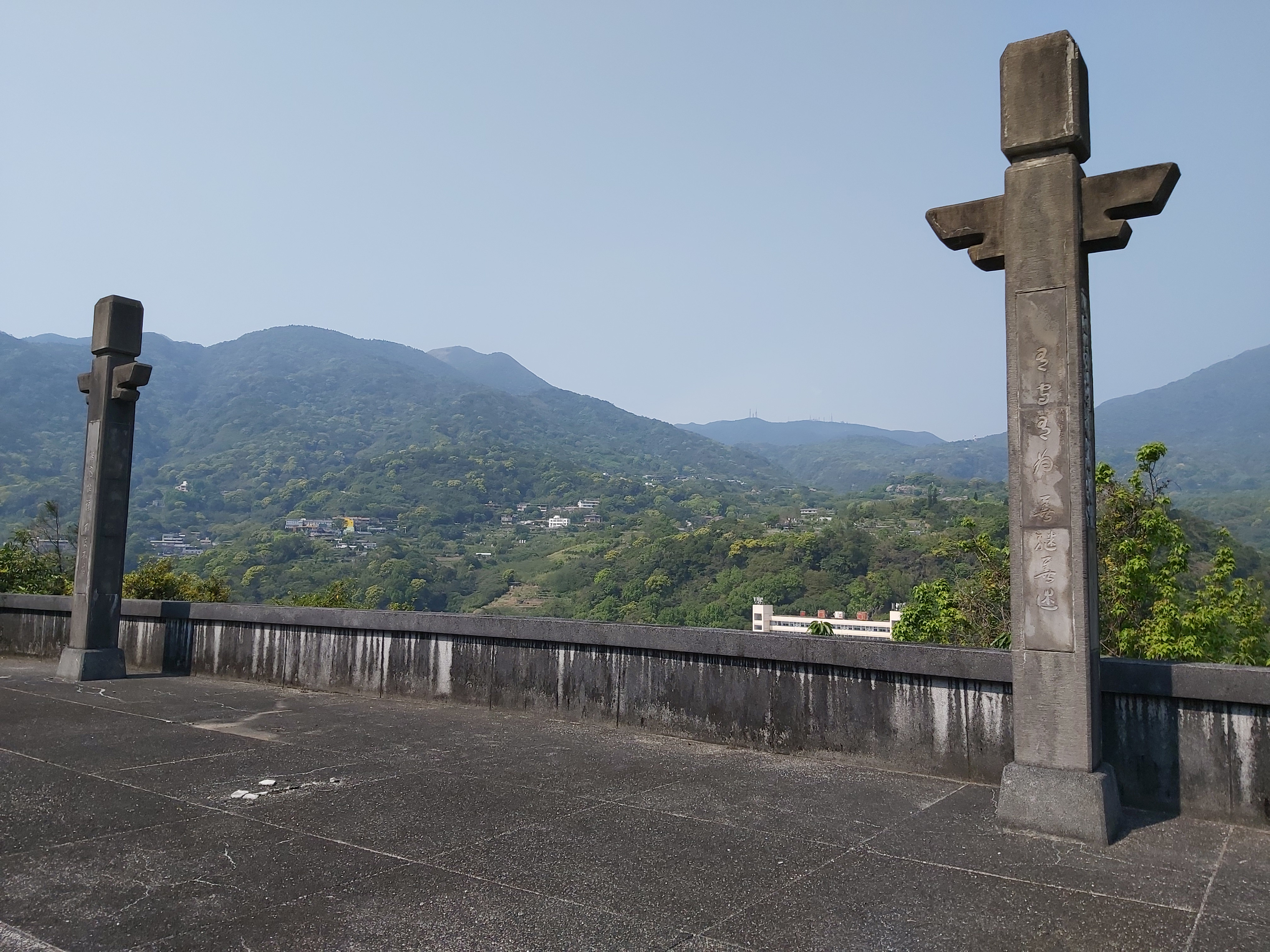
哲生先生墓園
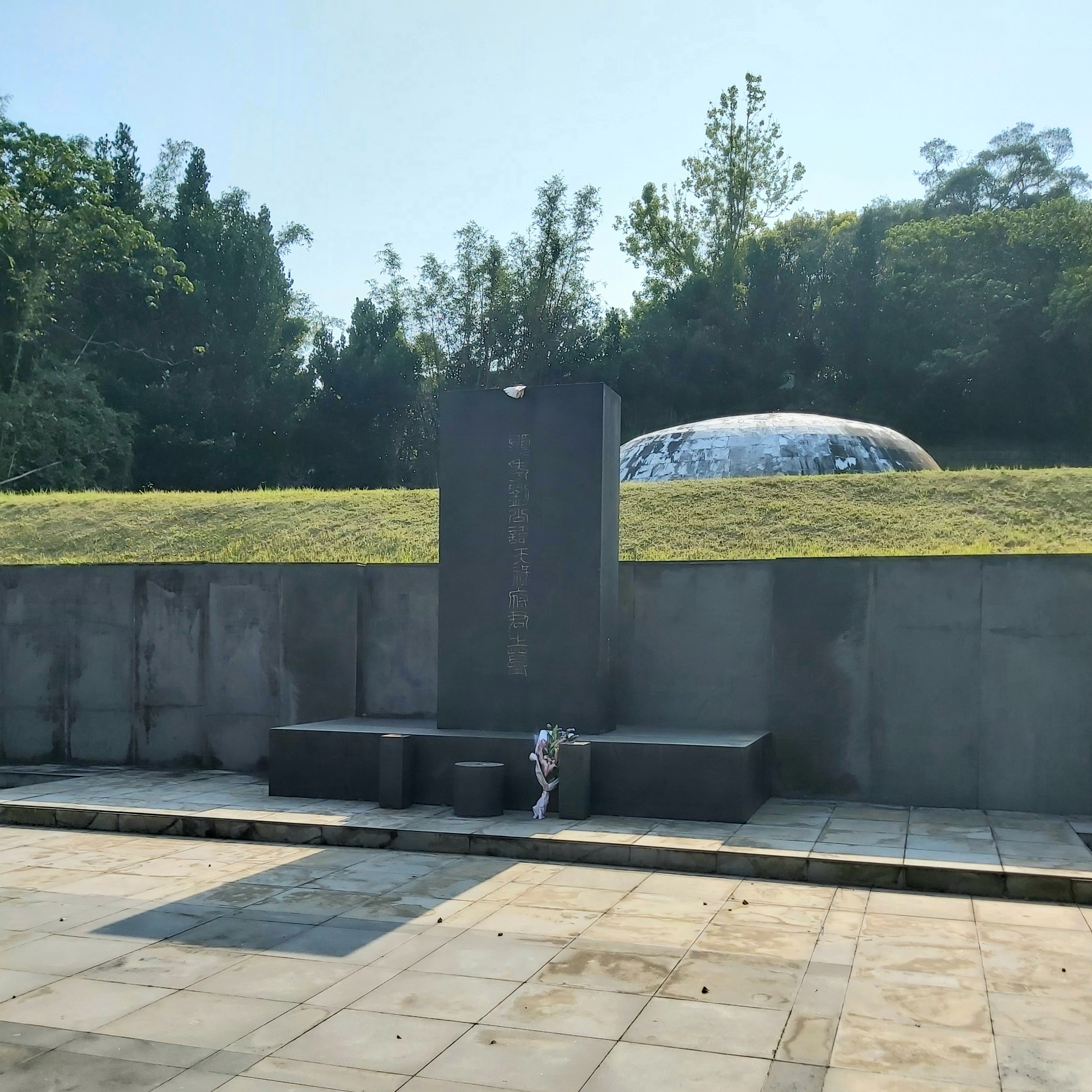
天祿禪園

### 納骨塔

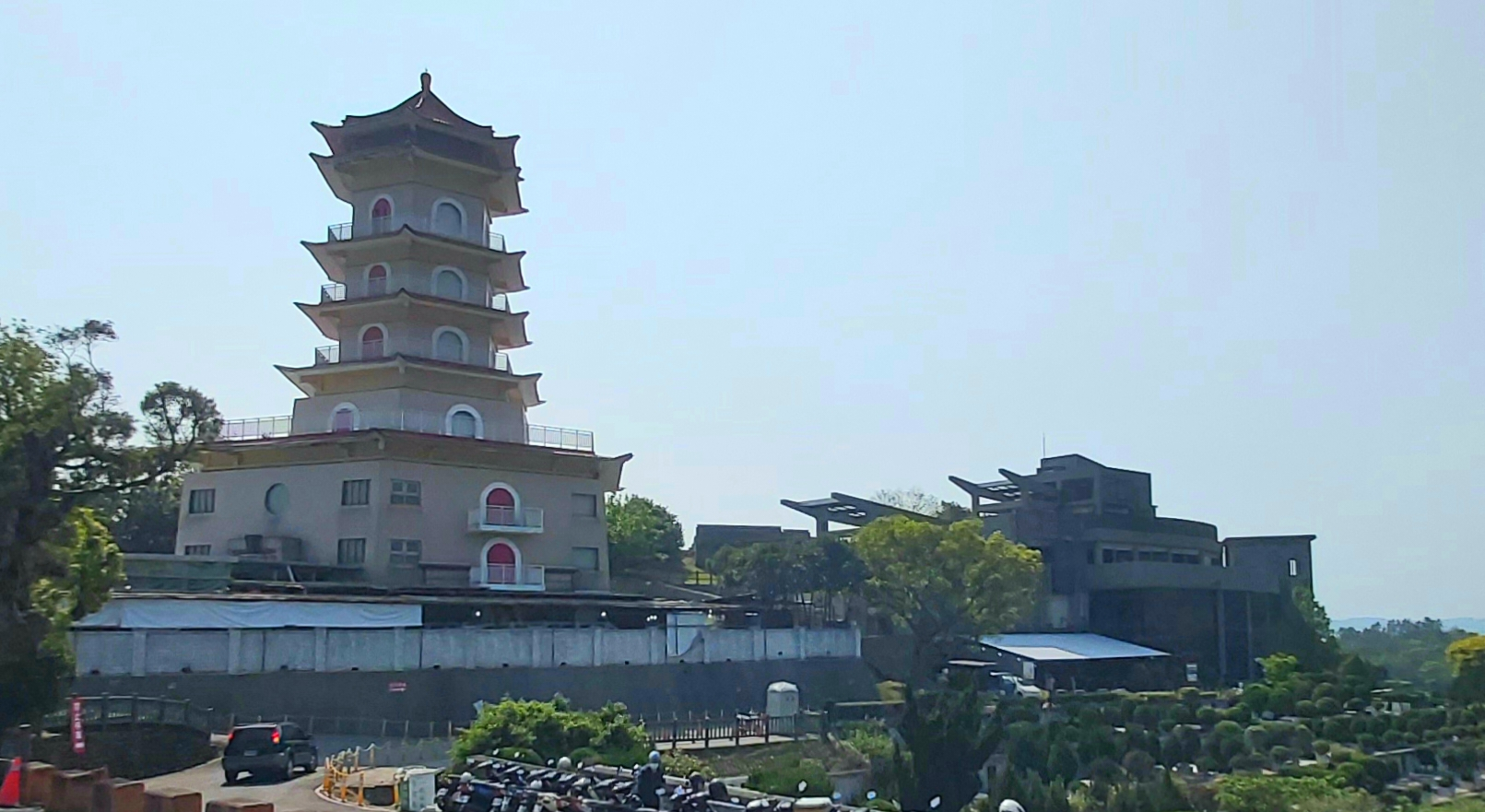
陽明山靈骨塔與臻愛樓

1970年代後期，墓地尙可埋葬者少之又少，爲求解決臺北市墓地地荒問題，政府開始著手改善民俗、提倡火葬，社會局於1979年設計籌建陽明靈骨塔。1982年11月，陽明山靈骨塔正式啟用，1999年7月28日整建為地上7層、地下1層之寶塔式建築，佔地2,000平方公尺（約600餘坪），可資容納骨灰箱計15,319個。2009年7月5日，規劃興建第二靈骨塔，並於2011年6月10日完工，名曰陽明山「臻愛樓」，內設置50,000個貯骨櫃，2012年落成啟用，為地上3層、地下2層之現代建築。

### 花葬區
2013年5月，臺北市積極推動「綠色殯葬」將原陽明山第一公墓的停棺室、禮廳改建為花葬園區陽明山「臻善園」，同年10月27日啟用，園區面積8,200平方公尺，設置18個葬區、5,000個花葬穴位。2021年4月1日，啟用「新設花葬區」，闢建面積約7,800平方公尺，設置22個花葬區，新增7,360個花葬穴位。目前面積計約16,000平方公尺，12,360個花葬穴位，區內植有吉野櫻、八重櫻、流蘇樹、金毛杜鵑、平戶杜鵑、茶花、桂花等各種喬灌木及草花。